# Coronación de Fernando de Austria como rey de Hungría
La coronación del príncipe heredero Fernando de Austria como rey de Hungría fue un acontecimiento histórico ocurrido en Bratislava, el 28 de septiembre de 1830.

## Antecedentes
La casa de Habsburgo contaba entre sus territorios con el reino de Hungría desde el siglo XVI. La coronación era uno de los elemento simbólicos del reino de Hungría, junto con la corona utilizada para la misma, la Corona de san Esteban.
A mediados del siglo XVII, el emperador Fernando III del Sacro Imperio, rey de Hungría decidió coronar a su hijo primogénito, Fernando, como rey de Hungría. La coronación se produjo el 16 de junio de 1647 en Presburgo (actual Bratislava).
En 1806, tras la desaparición del Sacro Imperio Romano Germánico, el reino de Hungría quedó integrado en el Imperio austríaco, siendo el emperador de Austria, rey de Hungría.
La emergencia de los sentimientos nacionales a principios del siglo XIX, llevaría a los húngaros a repetidos intentos de independencia hasta el Compromiso de 1867, por el que el Imperio austríaco se convirtió en una monarquía dual, el Imperio austrohúngaro.

## Desarrollo

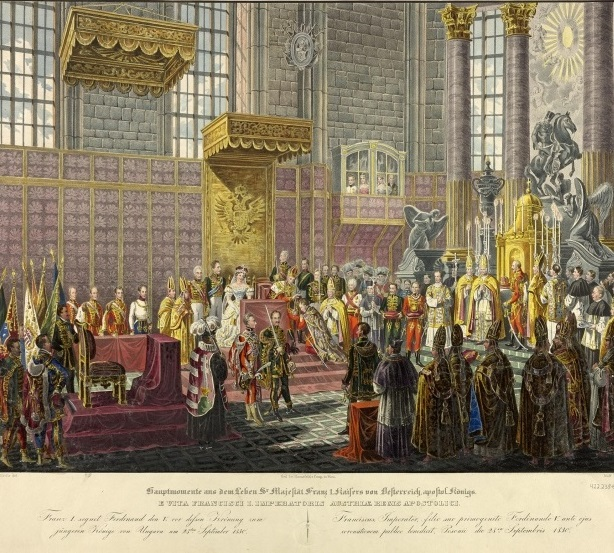
La coronación en una serie de grabados sobre la vida del emperador Francisco I. (1835)

Francisco I de Austria decidió responder las aspiraciones húngaras, a la vez que afianzar su vínculo con Hungría, repitiendo el gesto de su antecesor Fernando III al coronar como rey junior de Hungría a su primogénito. Decide coronar a su hijo primogénito, el príncipe heredero Fernando de Austria. La fecha de la coronación se fijo para el 28 de septiembre de 1830. Esta decisión ayudaría a afianzar los derechos de Fernando al trono, ya que este contaba con una exigua salud y se decía que no gozaba de una gran capacidad intelectual. 
El acto se produjo conforme al ceremonial previsto, de acuerdo con la tradición de anteriores coronaciones. Se inició con la entrada en Presburgo de Francisco I, su hijo Fernando y el resto de miembros de su familia que tomarían parte en las ceremonias. El escenario principal de la coronación fue la iglesia de San Martín, donde habían sido coronados los monarcas húngaros en los últimos siglos. Fue coronado con la citada Corona de san Esteban. Tras su coronación pronunció un discurso breve con gran dificultad. Los nobles húngaros le aclamaban en los momentos del discurso en que el nuevo rey parecía tener dificultades para continuar, dándole así tiempo para retomarlo.
Tras la ceremonia religiosa, siguiendo la tradición, el nuevo rey de Hungría, Fernando V, montado a caballo subió a un montículo formada por tierra de distintos lugares del reino y juró defender el reino, apuntando con su espada a los cuatro puntos cardinales.

## Consecuencias

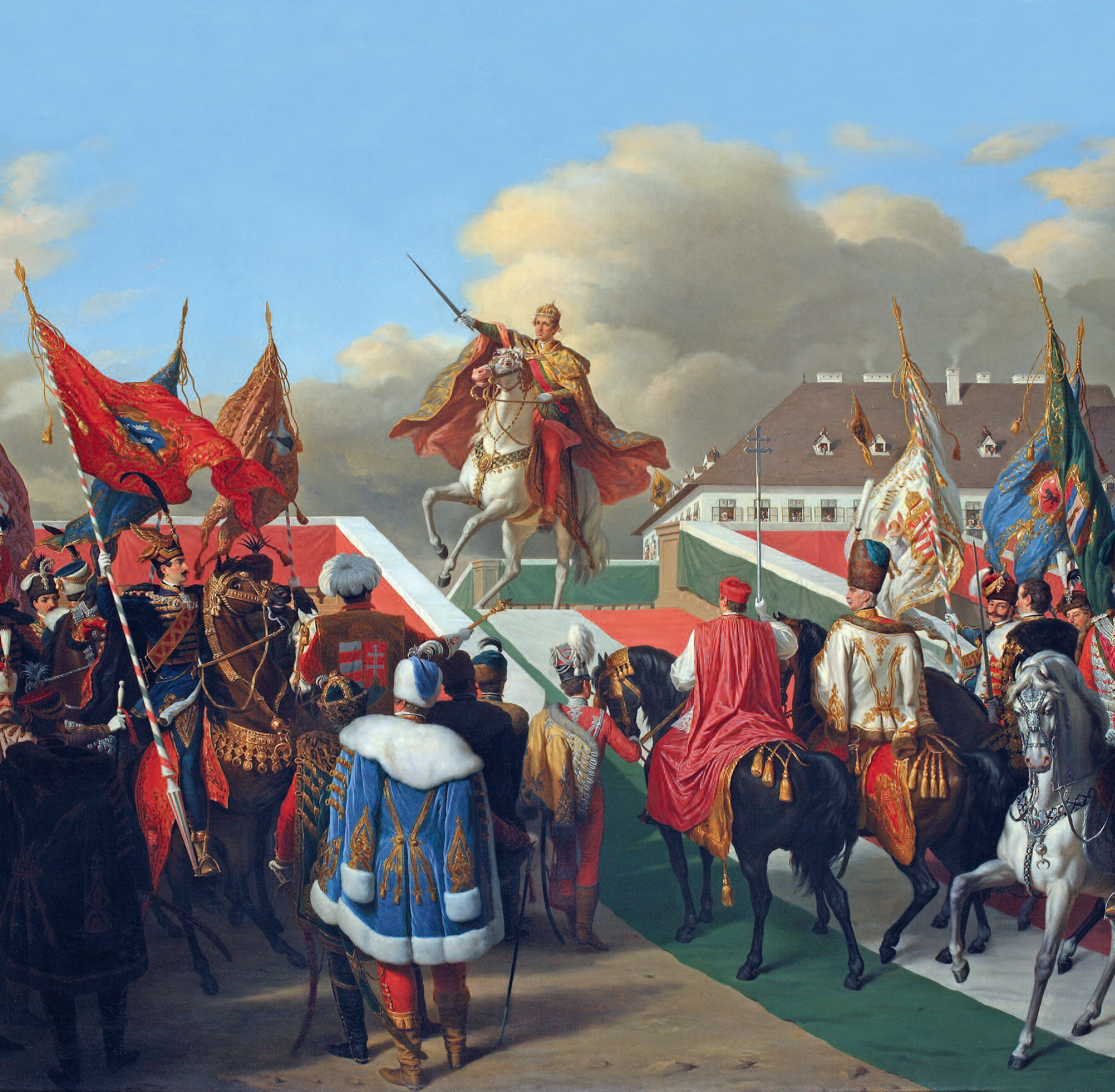
Óleo que representa al recién coronado monarca sobre el montículo de tierra húngara, jurando defender el reino. (1830)

La coronación fue ampliamente celebrada en Presburgo y otras ciudades de Hungría, además de ser considerada uno de los hitos del reinado de Francisco I. El nuevo rey, Fernando V, dedicó los 50.000 ducados presentados como regalo por la Dieta Húngara para alivio de zonas pobres de Hungría y para la Academia de Pest.
La coronación no generó ningún cambio político concreto en Hungría, más allá de la existencia de dos monarcas conominales: Francisco I y Fernando V. A partir de entonces y hasta la muerte de su padre, Fernando sería conocido oficialmente como rey de Hungría. Tras su accesión al trono del Imperio austríaco, Fernando sería coronado en otras dos ocasiones:
- En 1836, sería coronado como rey de Bohemia y
- en 1838, en Milán se produciría su coronación como rey de Lombardía-Venecia.